# Bonaventura Secusio
Bonaventura Secusio, OFM Obs. (falecido em março de 1618) foi um prelado católico que serviu como Bispo de Catania de 1609 a 1618, Bispo de Messina de 1605 a 1609, Bispo de Patti de 1601 a 1605, Patriarca Latino de Constantinopla de 1599 a 1618, e como Ministro Geral da Ordem dos Frades Menores Observantes de 1593 a 1600.